# Растегаев, Сергей Александрович
Сергей Александрович Растегаев (29 января 1972, Энгельс, Саратовская область) — советский и российский футболист, выступавший на позиции защитника и опорного полузащитника. Играл в высших дивизионах России и Казахстана.

## Биография
Воспитанник СДЮСШОР города Энгельса, первый тренер — Александр Владимирович Стрельцов. С восьмого класса занимался в СДЮШОР профкома СЭПО (Саратов). На взрослом уровне начал выступать в 1990 году в составе донецкого «Шахтёра». Единственный матч за основной состав горняков сыграл в рамках Кубка Федерации 16 июня 1990 года против «Днепра», также принял участие в 13 матчах турнира дублёров.
В 1991 году перешёл в «Кривбасс», в его составе участвовал в матчах второй низшей лиги СССР, а в 1992 году стал победителем первой лиги Украины. В 1993 году вернулся в родной город и выступал на любительском уровне за команду «Дионис». В 1994 году присоединился к саратовскому «Соколу», в его составе за следующие пять сезонов сыграл 168 матчей в первой лиге. В 1998 году половину сезона провёл на правах аренды в липецком «Металлурге».
В 1999 году перешёл в воронежский «Факел» и вместе с командой вышел в высший дивизион, завоевав серебряные медали первой лиги. В премьер-лиге дебютировал 1 апреля 2000 года в матче против «Алании», выйдя на замену на 62-й минуте вместо Александра Гришина. Всего в высшем дивизионе сыграл 13 матчей и по окончании сезона 2000 года покинул команду
После ухода из «Факела» выступал в первом дивизионе за красноярский «Металлург» и «Газовик-Газпром». Летом 2002 года возвращался в «Факел», но сыграл только один кубковый матч. За свою карьеру трижды становился призёром первого дивизиона России и сыграл в этом турнире более 240 матчей. В 2003 году провёл 15 матчей в высшей лиге Казахстана в составе клуба «Есиль» (Кокчетав). Последней профессиональной командой для футболиста стало брянское «Динамо», выступавшее во втором дивизионе.
Окончил Волгоградский институт физкультуры. После окончания игровой карьеры стал тренером, работал в энгельсской «Искре», в том числе в 2005 году был ассистентом в тренерском штабе Вадима Хафизова. В дальнейшем тренировал ветеранскую команду саратовского «Сокола». В 2015 году работал главным тренером «Искры», позднее был избран руководителем Саратовской областной федерации футбола.